# Ефимоново
Ефимоново — деревня в городском округе Истра Московской области России. Население — 13 чел. (2010). В деревне одна улица — Сиреневая, зарегистрировано садоводческое некоммерческое товарищество (СНТ).

## Население
| 1852 | 1859 | 1886 | 1890 | 1926 | 2002 | 2006 |
| ---- | ---- | ---- | ---- | ---- | ---- | ---- |
| 228  | ↘225 | ↘203 | ↗234 | ↗282 | ↘17  | ↘8   |
| 2010 |      |      |      |      |      |      |
| ↗13  |      |      |      |      |      |      |

## География
Деревня Ефимоново находится на западе Московской области, в центральной части городского округа Истра, примерно в 6 км на северо-запад от окружного центра — города Истры, высота центра — 207 метров над уровнем моря. В 4,5 км к югу проходят пути Рижского направления Московской железной дороги, в 5,5 км южнее — Волоколамское шоссе. Ближайшие населённые пункты — деревни Бабкино, Зенькино и Михайловка.

## История
В середине XIX века деревня Ефимоново 2-го стана Звенигородского уезда Московской губернии принадлежала коллежскому советнику Владимиру Александровичу Рукину, в деревне было 27 дворов, крестьян 111 душ мужского пола и 117 душ женского.
В «Списке населённых мест» 1862 года — владельческая деревня 2-го стана Звенигородского уезда по правую сторону Московского почтового тракта по направлению из Москвы в Волоколамск, в 26,5 верстах от уездного города и 11,5 верстах от становой квартиры, при пруде, с 56 дворами и 225 жителями (114 мужчин, 111 женщин).
В 1886 году входила в состав Лучинской волости Звенигородского уезда, насчитывался 31 двор, проживало 203 человека; действовало семь столярных заведений и мастерская по дублению кожи.
В 1890 году в деревне 234 жителя.
По данным на 1911 год число дворов составляло 40.
По материалам Всесоюзной переписи населения 1926 года — деревня Бужаровского сельсовета Лучинской волости Воскресенского уезда Московской губернии, в 5,3 км от Волоколамского шоссе и 5,6 км от станции Новоиерусалимская Московско-Виндаво-Рыбинской железной дороги; проживало 282 человека (129 мужчин, 153 женщины), насчитывалось 51 хозяйство, из которых 50 крестьянских.
В результате разукрупнения сельских советов в 1927 году из состава Бужаровского сельсовета был выделен Ефимоновский, а деревня Ефимоново стала его административным центром.
С 1929 года является населённым пунктом Московской области в составе Ефимоновского сельсовета Воскресенского района (1929—1930), Ефимоновского сельсовета Истринского района (1930—1939), Бужаровского сельсовета Истринского района (1939—1957, 1960—1963, 1965—1994), Бужаровского сельсовета Красногорского района (1957—1960), Бужаровского сельсовета Солнечногорского укрупнённого сельского района (1963—1965), Бужаровского сельского округа Истринского района (1994—2006), сельского поселения Бужаровское Истринского района (2006—2017), городского округа Истра (с 2017).